# Sorbeoconcs
Els sorbeoconcs (Sorbeoconcha) són un ordre de gastròpodes del superordre Caenogastropoda.

## Subordres
- Discopoda P. Fischer, 1884
- Murchisoniina Coix & Knight, 1960
- Hypsogastropoda Ponder & Lindberg, 1997
- Cerithiimorpha